# Orsolya Erzsi
Orsolya Erzsi, született: Orsolya Erzsébet (Budapest, 1901. november 6. – Budapest, 1984. május 13.) magyar színésznő.

## Életpályája
Orsolya Géza (1869–1937) népzenész és Csermák Katalin (1877–1959) gyermekeként született. 1920-ban végzett az Országos Színészegyesület Színészképző Iskolájában. 1920–1924 között vidéken dolgozott: 1920–21-ben Kecskeméten, 1921–22-ben Kaposváron, 1922–23-ban Szegeden, 1923–24-ben pedig Kassán. 1924–25-ben, 1933-ban és 1935–1957 között a Vígszínház szerződtette. 1927–1931 között az Új Színházhoz került. 1934-ben a Kamara Színház és a Thália Színház színésznője volt. 1955–1958 között a Jókai Színházban és a Petőfi Színházban játszott. 1958–1960 között a Fővárosi Operettszínház tagja volt.

## Színházi szerepei

### Orsolya Erzsébetként
A Színházi Adattárban regisztrált bemutatóinak száma: 2.
- Aymé: Őnagysága és a mészáros....Mlle. Vorbe
- Kacsóh Pongrác: János vitéz....A gonosz mostoha

### Orsolya Erzsiként
A Színházi Adattárban regisztrált bemutatóinak száma: 40.
- Szomory Dezső: Takáts Alice....Markovitsné
- Deval: Francia szobalány....Laura
- Molnár Ferenc: A császár....Julie Favon
- Osztrovszkij: Holló a hollónak....Agrafena
- Priestley: Ismeretlen város....Betleyné
- Franken: Claudia...Berta
- Zsolt Béla: Nemzeti drogéria....Kardosné
- Felkai Ferenc: Pilátus....Claudia
- Musatescu: Titanic keringő....Dacia
- O'Neill: Anna Christie....Martha Owen
- Priestley: Magányos út....Mrs. Batton
- Hart–Braddel: Bébi Hamilton....Lucille Toineau
- Mikszáth Kálmán: Különös házasság....Mme Malipau
- Gyárfás Miklós–Örkény István: Zichy palota....Özv. Horváthné
- Rosal–Tazsibájev: Dzsomárt szőnyege....Darlga
- Sólyom László: Értünk harcoltak....Farkasné
- Szurov: Sérelem....Fékla
- Koralov: Sorsdöntő napok....Anton anyja
- Borozina–Davidszon: Harmadévesek....Jevdokija
- Osztrovszkij: Az acélt megedzik....Maria Jakovlevna
- Gárdonyi Géza: Egri csillagok....Bognár Katalin
- Szász Péter: Két találkozás....Li néni
- Móricz Zsigmond: Légy jó mindhalálig....Doroghyné
- Romasov: Mindenkivel megtörténik....Darja Ivanovna
- Füsi József: Az aszódi diák....Özv. Neumann Frigyesné
- Ivanov: Páncélvonat....Parasztasszony
- Jókai Mór: A kőszívű ember fiai....Baradlayné
- Szigligeti Ede: Fenn az ernyő, nincsen kas....Borosné
- Trenyov: Gimnazisták....Voronyina
- Tóth Eszter–Török Sándor: Csilicsala csodái....Nagymama
- Babay József: Három szegény szabólegény....Posztó Mártonné
- Pirandello: Hat szerep keres egy szerzőt....Madame Pace
- Vészi Endre: Fekete bárány....Bokorné
- Farkas Ferenc: Vők iskolája....Tormáné
- Szirmai Albert: Mézeskalács....Öreg Jóskáné
- Tóth Miklós: Köztünk maradjon....Bertus
- Garinei–Giovannini: Római vasárnap....Augusta Panicetti
- Sarkadi Imre: Ház a város mellett....Simonné
- Gorkij: A nap fiai....Dajka

### Egyéb színházi szerepei
- Boross Elemér: Vakablak....Mária
- Georges Ohnet: A vasgyáros....Claire
- Goethe: Faust....Margit
- William Shakespeare: Szentivánéji álom....Puck
- Dumas: A kaméliás hölgy....Margit
- Shakespeare: III. Richárd....Lady Anna; Margit királyné
- Babay József: Csodatükör....Nikán néni
- Oscar Wilde: Salome....Salome
- G. B. Shaw: Pygmalion....Pearce-né
- Gorkij: Éjjeli menedékhely....Kvásnya

## Filmjei

### Játékfilmek
- Légy jó mindhalálig (1936)
- A férfi mind őrült (1937)
- A szív szava (1937)
- Pogányok (1937)
- Cifra nyomorúság (1938)
- Papucshős (1938)
- Péntek Rézi (1938)
- Pénz áll a házhoz (1939)
- Pusztai királykisasszony (1939)
- Semmelweis (1939)
- Tökéletes férfi (1939)
- Erzsébet királyné (1940)
- Sarajevo (1940)
- A beszélő köntös (1941)
- A hegyek lánya (1942)
- Keresztúton (1942)
- Negyedíziglen (1942)
- Nemes rózsa (1943)
- A három galamb (1944)
- A két Bajthay (1944)
- A tanítónő (1945)
- Díszmagyar (1949)
- Janika (1949)
- Szabóné (1949)
- Kis Katalin házassága (1950)
- Gyarmat a föld alatt (1951)
- A harag napja (1953)
- Állami áruház (1953)
- Tiszta ház, egészséges család (1954)
- Budapesti tavasz (1955)
- Gázolás (1955)
- Különös ismertetőjel (1955)
- Nehéz kesztyűk (1957)
- Egy csomag elveszett (1958; rövid játékfilm)
- Nyitva a kiskapu (1958)
- Szent Péter esernyője (1958)
- Tegnap (1958)
- A becsületrombolók (1959)
- Merénylet (1959)
- Szerelem csütörtök (1959)
- Az arcnélküli város (1960)
- Fapados szerelem (1960)
- Csutak és a szürke ló (1961)
- Esős vasárnap (1962)
- Fotó Háber (1963)
- A férfi egészen más (1966)
- A holtak visszajárnak (1968)
- Tiltott terület (1969)
- Szerelem (1971)
- Fuss, hogy utolérjenek! (1972)
- Harminckét nevem volt (1972)
- Hekus lettem (1972)
- A dunai hajós (1974)
- A locsolókocsi (1974)
- Ámokfutás (1974)
- Idegen arcok (1974)
- Macskajáték (1974)
- Kenyér és cigaretta (1975)
- Tótágas (1976)
- Tükörképek (1976)

### Tévéfilmek
- Halász doktor (1968)
- Igéző (1970)
- Egy óra múlva itt vagyok… (1971)
- Az öreg bánya titka (1973)
- Megtörtént bűnügyek (1974-1978)
- Asszony a viharban (1974)
- Utánam, srácok! (1975)
- Felelet (1975)
- A harmadik határ (1975)
- A zöldköves gyűrű (1977)
- Keménykalap és krumpliorr (1978)

## Szinkronszerepei
- Bűn és bűnhődés: Pulherija Alekszandrovna - Irina Goseva
- Fehér éjszakák: Nagymama - Varvara Popova
- Főutca: Anya - María Gámez
- Idegen gyermekek: Elizabet néni - Sesilia Takaishvili
- Az óra körbejár: Sara - Martha Wentworth
- Ők ketten: Ilija felesége - Desa Dimitrijevic
- Szállnak a darvak: Nagymama - Antonina Bogdanova